# Butòrides
Butòrides (grec antic: Βουτώριδες, llatí: Butorides) fou un escriptor grec que escrigué sobre les piràmides d'Egipte. Segons l'ordre en què apareix a la Naturalis Historia de Plini el Vell hauria viscut després d'Alexandre Polihistor i abans que Apió Plistonices, és a dir, al segle i aC o una mica abans.